# Liste der Monuments historiques in Izeure
Die Liste der Monuments historiques in Izeure führt die Monuments historiques in der französischen Gemeinde Izeure auf.

## Liste der Objekte
| Bezeichnung               | Beschreibung | Standort                       | Kennzeichnung | Schutzstatus | Datum | Bild |
| ------------------------- | --- | ------------------------------ | ------------- | ------------ | ----- | ---- |
| Skulptur Madonna mit Kind | Kalkstein, farbig gefasst und vergoldet, drittes Viertel des 15. Jahrhunderts, aus der Werkstatt von Jean de la Huerta | in der Kirche St-Martin (Lage) | PM21001326    | Classé       |       |      |
| Gemälde Kreuzigung        | Ölfarbe auf Holz, zweite Hälfte des 15. Jahrhunderts                                                                   | in der Kirche St-Martin (Lage) | PM21001327    | Classé       | 1976  |      |